# Jack Clark
Jacob "Jack" Adam Clark (ur. 15 lutego 1980) – amerykański zapaśnik w stylu klasycznym. Zajął jedenaste miejsce w mistrzostwach świata z 2010. Srebro na mistrzostwach panamerykańskich w 2006. Drugi w Pucharze Świata w 2007 i szósty w 2003. Zawodnik University of North Carolina.